# Кісом (дегестан)
Кісом (перс. کیسم) — дегестан в Ірані, в Центральному бахші, в шагрестані Астане-Ашрафіє остану Ґілян. За даними перепису 2006 року, його населення становило 10294 особи, які проживали у складі 3230 сімей.

## Населені пункти
До складу дегестану входять такі населені пункти:
- Амір-Ханде
- Амшаль
- Базан
- Бірбоне-Бала
- Бірбоне-Паїн
- Кальде
- Камачал-е-Бала-Махале
- Камачал-е-Паїн-Махале
- Кісом
- Кісом-Джуколь
- Ніяку
- Панчаг
- Рахіджан
- Салестан
- Сіях-Куче
- Таджан
- Таджан-Ґуке
- Тахам